# 金化テトラメチルアンモニウム
金化テトラメチルアンモニウム（きんかテトラメチルアンモニウム、英語: tetramethylammonium auride、羅Tetramethylammonium auratum, Tetramethylammonii Auridum）は、初めて合成された､金化物イオン(Au-)と非金属カチオンによりなる化合物であり、その化学式は[(CH3)4N]Auである。これは、金アニオンと非金属カチオンで構成される最初の化合物である。 

## 製法
金化テトラメチルアンモニウムは液体アンモニア中での陽イオン交換によって得られる。 

## 参照
1. 1 2  Pascal D. C. Dietzel, Martin Jansen. Synthesis and crystal structure determination of tetramethylammonium auride アーカイブ 2016年5月22日 - ウェイバックマシン. Chem. Commun., 2001, 2208-2209. DOI: 10.1039/B105648B
2. ↑  Dariusz Kȩdziera, Aggelos Avramopoulos, Manthos G. Papadopoulos, Andrzej J. Sadlej (2003-02-27). “Electronic spectrum of the confined auride ion”. Physical Chemistry Chemical Physics 5 (6):  1096–1102. doi:10.1039/b211532h 2019年11月19日閲覧。.